# 安雅·吕克尔
安雅·吕克尔（德語：Anja Rücker，1972年12月20日—），德国女子田径运动员。她曾代表德国参加1992年和1996年夏季奥林匹克运动会田径比赛，其中1996年奥运会获得一枚铜牌。